# ناحیه سیکمر، شهرستان دیکلب، ایلینوی
ناحیه سیکمر (به انگلیسی: Sycamore Township) یک منطقهٔ مسکونی در ایالات متحده آمریکا است که در شهرستان دیکلب واقع شده‌است. ناحیه سیکمر ۲۶۸ متر بالاتر از سطح دریا واقع شده‌است.